# Sergej Pyž'janov
Sergej Nikolaevič Pyž'janov (in russo Сергей Николаевич Пыжьянов?; Kem', 24 ottobre 1960) è un ex tiratore a segno russo.

## Palmarès

### Olimpiadi
- 1 medaglia:
  - 1 argento (Barcellona 1992 nella pistola ad aria 10 metri[1])